# Dmytro Leonkin
Dmytro Maksymowycz Leonkin, ukr. Дмитро Максимович Леонкін, ros. Дмитрий Максимович Леонкин (ur. 16 grudnia 1928 w wiosce Mys Dobroj Nadieżdy k. Riazania, zm. w 1980 we Lwowie) – gimnastyk ukraiński, reprezentant ZSRR, medalista olimpijski z Helsinek.